# Le Pont-de-Beauvoisin (Saboya)
 Le Pont-de-Beauvoisin  es una población y comuna francesa, en la región de Auvernia-Ródano-Alpes, departamento de Saboya, en el distrito de Chambéry y cantón de Le Pont-de-Beauvoisin.
No debe confundirse con Pont-de-Beauvoisin, situada en Isère. Las dos ciudades están separadas por el río Guiers.

## Demografía
| 1106 | 1412 | 1403 | 1605 | 1426 | 1572 | 1879 | 1997 | 2074 | 2106 |
| Para los censos de 1962 a 1999 la población legal corresponde a la población sin duplicidades (Fuente: INSEE [Consultar]) |      |      |      |      |      |      |      |      |      |